# Microrégion de Cotegipe
 (février 2025).
Si vous disposez d'ouvrages ou d'articles de référence ou si vous connaissez des sites web de qualité traitant du thème abordé ici, merci de compléter l'article en donnant les références utiles à sa vérifiabilité et en les liant à la section « Notes et références ».
La microrégion de Cotegipe est l'une des trois microrégions qui subdivisent l'extrême ouest de l'État de Bahia au Brésil.
Elle comporte 8 municipalités qui regroupaient 110 802 habitants en 2006 pour une superficie totale de 22 981 km2.

## Municipalités[1]
- Angical
- Brejolândia
- Cotegipe
- Cristópolis
- Mansidão
- Santa Rita de Cássia
- Tabocas do Brejo Velho
- Wanderley